# Heteroturris serta
Heteroturris serta is een slakkensoort uit de familie van de Borsoniidae. De wetenschappelijke naam van de soort is voor het eerst geldig gepubliceerd in 1997 door Sysoev.